# Peter Artner
Peter Artner (Viena, 20 de maig de 1966) és un exfutbolista austríac, que ocupava plaça de defensa.

## Trajectòria
Va començar la seua carrera professional a l'Austria de Viena, on es presentava com el successor del llegendari Robert Sara. Després d'una cessió al First Viena, no va tenir les oportunitats que esperava a l'Austria i va fitxar per l'Admira Wacker, on va romandre sis anys abans de passar a l'Austria de Salzburgo, club en el qual va viure el seu millor moment, fins i tot amb una bona actuació a la Copa de la UEFA 93/94.
Després d'aventures fallides a la lliga espanyola (Hèrcules CF) i a la Serie B italiana, va retornar al seu país per acabar la seua carrera a Sankt Polten.
Entre els seus títols destaquen la Copa d'Austria de 1986 i la lliga austriaca de 1994 i 1995.

## Selecció
Artner va ser 55 vegades internacional amb la selecció austríaca de futbol, i va marcar un gol. Va formar part del combinat del seu país que va acudir al Mundial d'Itàlia de 1990.